# 殷熙耕
殷 熙耕（Eun Hee Kyung、ウン・ヒギョン、1959年10月27日 - ）は、大韓民国の小説家。全羅北道高敞郡出身。

## 略歴
1952年、全羅北道高敞郡に生まれる。1995年、東亜日報新春文芸に『이중주(二重奏)』が当選し、登壇した。同年、長編小説『새의 선물(鳥の贈り物) 』が文学トンネ小説賞を受賞した。
殷の作品は、何気ない日常を精緻な描写を通じて生々しく形象化し、人生の真実を描くという特徴がある。穏やかな文体と叙情的な雰囲気ではあるが、その中で人生の真実を掴み取る鋭利な視線を持っている。 殷の作品世界は、女性作家にみるフェミニズム的な視線からは離れ、自分なりの人間探求を見せている。
1997年に小説集『타인에게 말걸기(他人への話しかけ)』で第10回東西文学賞を、1998年には短編小説『아내의 상자(妻の箱)』で第22回李箱文学賞を、2000年には短編小説『내가 살았던 집(私が住んでいた家)』で第26回韓国小説文学賞を受賞するなど、文壇の注目を浴びた。これらの作品に共通しているのは、鋭いがユーモラスな筆致で繊細な心理描写をしているところである。

## 年譜
- 1959年、全羅北道高敞郡に生まれる[1]。
- 1995年、東亜日報新春文芸に『이중주(二重奏)』が当選し、登壇。
- 1996年、第1回文学トンネ小説賞受賞。
- 1997年、第10回東西文学賞受賞。
- 1998年、第22回李箱文学賞受賞。
- 2000年、第26回韓国小説文学賞受賞。
- 2002年、第35回韓国日報文学賞受賞。
- 2006年、第18回怡山文学賞受賞。
- 2007年、第38回東仁文学賞受賞。

## 邦訳作品
- 『他人への話しかけ』安宇植訳、トランスビュー、韓国現代文学選集、2010年12月、ISBN　479870105X
- 『美しさが僕をさげすむ』呉永雅訳、クオン、新しい韓国の文学、2013年12月、ISBN 4904855191
- 『鳥のおくりもの』橋本智保 訳、段々社、アジア文学館シリーズ、2019年11月

## 代表作品
- 1995年、이중주(二重奏) [3][4]
- 1995年、새의 선물(鳥の贈り物)
- 1997年、타인에게 말걸기(他人への話しかけ)
- 1998年、아내의 상자(妻の箱), 마지막 춤은 나와 함께(ラストダンスは私と一緒に)
- 1999年、그것은 꿈이었을까(それは夢だったのか)、행복한 사람은 시계를 보지 않는다(幸せな人は時計をみない)
- 2000年、내가 살았던 집(私が住んでいた家)
- 2001年、마이너리그(マイナーリーグ)
- 2002年、상속(相続)
- 2005年、비밀과 거짓말(秘密と嘘)
- 2007年、아름다움이 나를 멸시한다(美しさが僕をさげすむ)
- 2010年、소년을 위로해줘(少年を慰めて)
- 2011年、생각의 일요일들(考える日曜日)
- 2012年、태연한 인생(泰然とした人生)